# Sénat Diepgen V
Ville-Land de Berlin
Diepgen IV Wowereit I
Le sénat Diepgen V (en allemand : Senat Diepgen V) est le gouvernement de la ville-Land de Berlin entre le 9 décembre 1999 et le 16 juin 2001, durant la quatorzième législature de la Chambre des députés.

## Composition

### Initiale (9 décembre 1999)
- Les nouveaux sénateurs sont indiqués en gras, ceux ayant changé d'attributions en italique.

| Portefeuille                                                       | Titulaire | Titulaire          | Parti |
| ------------------------------------------------------------------ | --------- | ------------------ | ----- |
| Bourgmestre-gouverneur Sénateur à la Justice                       |           | Eberhard Diepgen   | CDU   |
| Bourgmestre Sénateur à l'Éducation, à la Jeunesse et aux Sports    |           | Klaus Böger        | SPD   |
| Bourgmestre Sénatrice à la Science, à la Recherche et à la Culture |           | Christa Thoben     | CDU   |
| Sénatrice au Travail, aux Affaires sociales et aux Femmes          |           | Gabriele Schöttler | SPD   |
| Sénateur aux Finances                                              |           | Peter Kurth        | CDU   |
| Sénateur à l'Intérieur                                             |           | Eckart Werthebach  | CDU   |
| Sénateur au Développement urbain                                   |           | Peter Strieder     | SPD   |
| Sénateur à l'Économie et à la Technologie                          |           | Wolfgang Branoner  | CDU   |

### Remaniement du 24 mars 2000
- Les nouveaux sénateurs sont indiqués en gras, ceux ayant changé d'attributions en italique.

| Portefeuille                                                    | Titulaire | Titulaire                                 | Parti |
| --------------------------------------------------------------- | --------- | ----------------------------------------- | ----- |
| Bourgmestre-gouverneur Sénateur à la Justice                    |           | Eberhard Diepgen                          | CDU   |
| Bourgmestre Sénateur à l'Éducation, à la Jeunesse et aux Sports |           | Klaus Böger                               | SPD   |
| Bourgmestre Sénateur à l'Intérieur                              |           | Eckart Werthebach                         | CDU   |
| Sénatrice au Travail, aux Affaires sociales et aux Femmes       |           | Gabriele Schöttler                        | SPD   |
| Sénateur aux Finances                                           |           | Peter Kurth                               | CDU   |
| Sénateur au Développement urbain                                |           | Peter Strieder                            | SPD   |
| Sénateur à l'Économie et à la Technologie                       |           | Wolfgang Branoner                         | CDU   |
| Sénatrice à la Science, à la Recherche et à la Culture          |           | Christoph Stölzl (à partir du 22/04/2000) | CDU   |